# Melanie Liburd
Melanie Liburd (* 11. listopadu 1987 Hertfordshire) je britská herečka, která se proslavila rolemi v seriálech Dark Matter a The Grinder.
V roce 2016 si zahrála v jednom z dílů šesté řady seriálu stanice HBO Hra o trůny. Ke konci roku 2016 byla obsazena do role seriálu Gypsy. V roce 2018 získala roli Zoe v seriálu Tohle jsme my.

## Filmografie

### Film
| Rok  | Název                   | Role   | Poznámky |
| ---- | ----------------------- | ------ | -------- |
| 2017 | How Sarah Got Her Wings | Amanda |          |
| 2018 | Brian Banks             | Karina |          |

### Televize
| Rok             | Název                   | Role                       | Poznámky                                                |
| --------------- | ----------------------- | -------------------------- | ------------------------------------------------------- |
| 2012            | Protiúder               | Asmara                     | 2 díly                                                  |
| 2011            | Drákula                 | Ladybird                   | díl: „Přijď zemřít“                                     |
| 2012            | Stalker                 | Lori Carter                | díl: „Hra“                                              |
| 2014            | Kriminálka Las Vegas    | Natalie Barrow / Hornet    | díl: „Mrtvé mantinely“                                  |
| 2015            | The Grinder             | Ivy Dexter                 | 2 díly                                                  |
| 2015            | A Mission For Christmas | Amanda                     | TV film                                                 |
| 2016            | Hra o trůny             | rudá kněžka                | díl: „Nikdo“                                            |
| 2016            | Dark Matter             | Nyx Harper                 | hlavní role, 12 dílů                                    |
| 2017            | Terapeutka              | Alexis                     | hlavní role,                                            |
| 2018–2019, 2021 | Tohle jsme my           | Zoe Baker                  | hostující role (2. a 5. řada), hlavní role (od 3. řady) |
| 2020            | Make It Work!           | Samu sebe                  | TV speciál                                              |
| 2020–2022       | Power Book II: Ghost    | Cardiad ''Carrie'' Milgram | 18 dílů                                                 |
| bude oznámeno   | The Idol                | Jenna                      | vedlejší role                                           |

## Ocenění a nominace
| Rok  | Ocenění                    | Kategorie                          | Práce         | Výsledek          |
| ---- | -------------------------- | ---------------------------------- | ------------- | ----------------- |
| 2019 | Screen Actors Guild Awards | nejlepší seriálová obsazení: drama | Tohle jsme my | dosud nevyhlášeno |